# Садківська сільська рада (Романівський район)
Садківська сільська рада — колишня адміністративно-територіальна одиниця та орган місцевого самоврядування у Чуднівському і Романівському (Миропільському, Дзержинському) районах Волинської округи, Вінницької й Житомирської областей Української РСР та України з адміністративним центром у с. Садки.

## Населені пункти
Сільській раді підпорядковані населені пункти:
- с. Садки
- с. Гвіздярня
- с. Тевеліївка

## Населення
Кількість населення ради станом на 1923 рік становила 1 229 осіб, кількість дворів — 261.
Кількість населення сільської ради станом на 1924 рік становила 1 117 особи.
Відповідно до результатів перепису населення СРСР, кількість населення ради станом на 12 січня 1989 року становила 514 осіб.
Станом на 5 грудня 2001 року, відповідно до перепису населення України, кількість мешканців сільської ради становила 417 осіб.

## Склад ради
Рада складалася з 15 депутатів та голови.

## Історія
Створена 1923 року в складі сіл Гвоздярня, Садки та Тевеліївка Чуднівської волості Полонського повіту Волинської губернії. 15 липня 1929 року в с. Тевеліївка утворено окрему сільську раду.
Станом на 1 вересня 1946 року сільська рада входила до складу Дзержинського району Житомирської області, на обліку в раді перебували села Гвоздярня (Гвіздярня) та Садки.
11 серпня 1954 року, відповідно до указу Президії Верховної ради Української РСР «Про укрупнення сільських рад по Житомирській області», підпорядковано с. Тевеліївка ліквідованої Тевеліївської сільської ради Дзержинського району.
Станом на 1 січня 1972 року сільська рада входила до складу Дзержинського району Житомирської області, на обліку в раді перебували села Гвіздярня, Садки і Тевеліївка.
Виключена з облікових даних 17 липня 2020 року. Територію та населені пункти ради, відповідно до розпорядження Кабінету Міністрів України № 711-р від 12 червня 2020 року «Про визначення адміністративних центрів та затвердження територій територіальних громад Житомирської області», включено до складу Романівської селищної територіальної громади Житомирського району Житомирської області.
Входила до складу Чуднівського (7.03.1923 р.) та Романівського (Миропільського, Дзержинського, 27.06.1925 р.) районів.